# Acylomus extricatus
Acylomus extricatus is een keversoort uit de familie glanzende bloemkevers (Phalacridae). De wetenschappelijke naam van de soort werd in 1890 gepubliceerd door Thomas Lincoln Casey.